# Sogen Kato
Sogen Kato (加藤 宗現 Katō Sōgen?,  22 de julio de 1899 – ca. noviembre de 1978) era un hombre japonés que se creía que era el más viejo de Tokio hasta julio de 2010, cuando su cadáver momificado fue hallado en su habitación. Se llegó a la conclusión de que probablemente murió en noviembre de 1978, a los 79 años, y su familia nunca anunció su muerte en un intento de preservar su aparente récord. Los familiares rechazaron varios intentos de policías municipales del lugar para verlo para el Día del Respeto a los Ancianos hasta ese mismo año, alegando varias razones: desde decir que estaba en un estado vegetal hasta decir que se convirtió en un Sokushinbutsu. La causa de muerte no ha sido determinada debido al estado del cuerpo de Kato.
El descubrimiento del fraude de Kato llevó a una búsqueda de otros centenarios "desaparecidos" debido a la poca preservación de los documentos. Un estudio tras el descubrimiento de los restos de Kato encontró que la policía no sabía si 234.354 personas de más de cien años seguían todavía vivas. La poca preservación de los registros fue en la mayoría de los casos la principal causa, admitieron los oficiales. Uno de los familiares de Kato fue declarado culpable de fraude; había reclamado 9.500.000 yenes (73.089,19  euros) de pensión destinada a Kato.

## Historia del caso

### Descubrimiento del cadáver

Ilustración del lugar en el que se encontró el cuerpo momificado de Kato.
(1): Localización del cadáver.
(2): Periódico publicado en 1978
(3): Teléfono
(4): Entrada principal.

Tras llevar a cabo un seguimiento del domicilio en Adachi, Tokio en el que Kato aparentemente vivía, la familia rechazó numerosos intentos de oficiales policiales para conocer su situación. Las razones que dieron los familiares fueron varias, incluyendo, entre otras, que era un "vegetal humano", hasta que se estaba convirtiendo en un Sokushinbutsu. Los Sokunshinbutsu eran monjes budistas que momificaban a sí mismos mientras vivían a través de una dieta estricta y aislamiento de la sociedad.